# Världsmästerskapen i simsport 1978
Världsmästerskapen i simsport 1978 var de tredje världsmästerskapen i simsport och arrangerades i Västberlin, Västtyskland mellan 20 augusti och 28 augusti 1978. Tävlingar i simning, simhopp, vattenpolo och konstsim hölls.

## Medaljfördelning
| Placering | Nation         | Guld | Silver | Brons | Totalt |
| --------- | -------------- | ---- | ------ | ----- | ------ |
| 1         | USA            | 23   | 14     | 7     | 44     |
| 2         | Sovjetunionen  | 6    | 4      | 6     | 16     |
| 3         | Kanada         | 3    | 1      | 5     | 9      |
| 4         | Australien     | 2    | 0      | 0     | 2      |
| 5         | Östtyskland    | 1    | 10     | 4     | 15     |
| 6         | Västtyskland   | 1    | 2      | 4     | 7      |
| 7         | Italien        | 1    | 0      | 1     | 2      |
| 8         | Japan          | 0    | 2      | 1     | 3      |
| 9         | Ungern         | 0    | 1      | 2     | 3      |
| 10        | Jugoslavien    | 0    | 1      | 1     | 2      |
| 11        | Norge          | 0    | 1      | 0     | 1      |
| 11        | Nya Zeeland    | 0    | 1      | 0     | 1      |
| 13        | Storbritannien | 0    | 0      | 2     | 2      |
| 13        | Sverige        | 0    | 0      | 2     | 2      |
| 15        | Brasilien      | 0    | 0      | 1     | 1      |
| 15        | Danmark        | 0    | 0      | 1     | 1      |
| Total     | Total          | 37   | 37     | 37    | 111    |

## Resultat

### Konstsim[1]
| Gren         | Guld                                     | Silver                                | Brons                        |
| Individuellt | Helen Vanderburg Kanada                  | Pam Tryon USA                         | Yasuko Unezaki Japan         |
| Par          | Kanada Michelle Calkins Helen Vanderburg | Japan Masako Fujiwara Yasuko Fujiwara | USA Michele Barone Pam Tryon |
| Lag          | USA                                      | Japan                                 | Kanada                       |

### Simhopp[2]

#### Herrar
| Gren | Guld              | Silver                    | Brons                           |
| 3 m  | Phil Boggs USA    | Falk Hoffmann Östtyskland | Giorgio Cagnotto Italien        |
| 10 m | Greg Louganis USA | Falk Hoffmann Östtyskland | Uladzimir Alejnik Sovjetunionen |

#### Damer
| Gren | Guld                         | Silver                      | Brons                 |
| 3 m  | Irina Kalinina Sovjetunionen | Cynthia Potter USA          | Jennifer Chandler USA |
| 10 m | Irina Kalinina Sovjetunionen | Martina Jäschke Östtyskland | Melissa Briley USA    |

### Simning[3]

#### Herrar
| Gren            | Guld                                                          | Silver                                                                      | Brons                                                                    |
| 100 m frisim    | David McCagg USA                                              | James Montgomery USA                                                        | Klaus Steinbach Västtyskland                                             |
| 200 m frisim    | Bill Forrester USA                                            | Rowdy Gaines USA                                                            | Sergij Kopliakov Sovjetunionen                                           |
| 400 m frisim    | Vladimir Salnikov Sovjetunionen                               | Jeff Float USA                                                              | Bill Forrester USA                                                       |
| 1500 m frisim   | Vladimir Salnikov Sovjetunionen                               | Borut Petrič Jugoslavien                                                    | Bobby Hackett USA                                                        |
| 100 m ryggsim   | Bob Jackson USA                                               | Peter Rocca USA                                                             | Romulo Arantes Brasilien                                                 |
| 200 m ryggsim   | Jesse Vassallo USA                                            | Gary Hurring Nya Zeeland                                                    | Zoltán Verrasztó Ungern                                                  |
| 100 m bröstsim  | Walter Kusch Västtyskland                                     | Graham Smith Kanada                                                         | Gerald Mörken Västtyskland                                               |
| 200 m bröstsim  | Nick Nevid USA                                                | Arsens Miskarovs Sovjetunionen                                              | Walter Kusch Västtyskland                                                |
| 100 m fjärilsim | Joe Bottom USA                                                | Greg Jagenburg USA                                                          | Pär Arvidsson Sverige                                                    |
| 200 m fjärilsim | Mike Bruner USA                                               | Steve Gregg USA                                                             | Roger Pyttel Östtyskland                                                 |
| 200 m medley    | Graham Smith Kanada                                           | Jesse Vassallo USA                                                          | Aleksandr Sidorenko Sovjetunionen                                        |
| 400 m medley    | Jesse Vassallo USA                                            | Sergey Fesenko Sovjetunionen                                                | András Hargitay Ungern                                                   |
| 4×100 m frisim  | USA Jack Babashoff Rowdy Gaines James Montgomery David McCagg | Västtyskland Andreas Schmidt Ulrich Temps Peter Knust Klaus Steinbach       | Sverige Per Holmertz Dan Larsson Per-Ola Quist Per-Alvar Magnusson       |
| 4×200 m frisim  | USA Bruce Furniss Bill Forrester Bobby Hackett Rowdy Gaines   | Sovjetunionen Sergij Rusin Andrej Krylov Vladimir Salnikov Sergey Kopliakov | Västtyskland Andreas Schmidt Peter Knust Karsken Lippmann Frank Wennmann |
| 4×100 m medley  | USA Bob Jackson Nick Nevid Joe Bottom David McCagg            | Västtyskland Klaus Steinbach Walter Kusch Michael Kraus Andreas Schmidt     | Storbritannien Gary Abraham Duncan Goodhew John Mills Martin Smith       |

#### Damer
| Gren            | Guld                                                              | Silver                                                                 | Brons                                                                        |
| 100 m frisim    | Barbara Krause Östtyskland                                        | Lene Jenssen Norge                                                     | Larisa Tsarjova Sovjetunionen                                                |
| 200 m frisim    | Cynthia Woodhead USA                                              | Barbara Krause Östtyskland                                             | Larisa Tsarjova Sovjetunionen                                                |
| 400 m frisim    | Tracey Wickham Australien                                         | Cynthia Woodhead USA                                                   | Kim Linehan USA                                                              |
| 800 m frisim    | Tracey Wickham Australien                                         | Cynthia Woodhead USA                                                   | Kim Linehan USA                                                              |
| 100 m ryggsim   | Linda Jezek USA                                                   | Birgit Treiber Östtyskland                                             | Cheryl Gibson Kanada                                                         |
| 200 m ryggsim   | Linda Jezek USA                                                   | Birgit Treiber Östtyskland                                             | Cheryl Gibson Kanada                                                         |
| 100 m bröstsim  | Julija Bogdanova Sovjetunionen                                    | Tracy Caulkins USA                                                     | Margaret Kelly Storbritannien                                                |
| 200 m bröstsim  | Lina Kačiušytė Sovjetunionen                                      | Julija Bogdanova Sovjetunionen                                         | Susanne Nielsson Danmark                                                     |
| 100 m fjärilsim | Joan Pennington USA                                               | Andrea Pollack Östtyskland                                             | Wendy Quirk Kanada                                                           |
| 200 m fjärilsim | Tracy Caulkins USA                                                | Nancy Hogshead USA                                                     | Andrea Pollack Östtyskland                                                   |
| 200 m medley    | Tracy Caulkins USA                                                | Joan Pennington USA                                                    | Ulrike Tauber Östtyskland                                                    |
| 400 m medley    | Tracy Caulkins USA                                                | Ulrike Tauber Östtyskland                                              | Petra Schneider Östtyskland                                                  |
| 4×100 m frisim  | USA Tracy Caulkins Stephanie Elkins Jill Sterkel Cynthia Woodhead | Östtyskland Heike Witt Caren Metschuck Barbara Krause Petra Priemer    | Kanada Gail Amundrud Nancy Garapick Sue Sloan Wendy Quirk                    |
| 4×100 m medley  | USA Linda Jezek Tracy Caulkins Joan Pennington Cynthia Woodhead   | Östtyskland Birgit Treiber Ramona Reinke Andrea Pollack Barbara Krause | Sovjetunionen Elena Kruglova Julija Bogdanova Irina Aksenova Larisa Tsarjova |

### Vattenpolo[4]
| Turnering       | Guld    | Silver | Brons       |
| Herrar detaljer | Italien | Ungern | Jugoslavien |